# Ambulyx marissa
Ambulyx marissa là một loài bướm đêm thuộc họ Sphingidae. Loài này có ở Indonesia.